# Phước Gia
Phước Gia là một xã thuộc huyện Hiệp Đức, tỉnh Quảng Nam, Việt Nam.
Xã Phước Gia có diện tích 46,44 km², dân số năm 2019 là 1.290 người, mật độ dân số đạt 28 người/km².